# Gnaius Naevius
Gnaeus Naevius (Campanië, ca. 270 v.Chr. - Utica, in ballingschap, 201 v.Chr./199 v.Chr.) was een van de eerste Latijnse epische dichters. 
Naevius' werk bestond uit dramatiek (tragedies en komedies) en epiek. Zijn semi-historisch epos Bellum Punicum (sive carmen Belli Punici), in de Oud-Latijnse Saturnische versmaat geschreven, handelde over de Eerste Punische Oorlog, waaraan hij wellicht zelf heeft deelgenomen. Van dat werk bleef een vijftigtal verzen bewaard. Ondanks de saaie verteltrant en de weinig soepele stijl gold dit epos voor de Romeinen als een voorbeeld van het nationale epos, dat een traditie werd in de Romeinse epiek.

## Grafschrift door Naevius
Waarschijnlijk het laatste werk van Naevius was zijn volgende grafschrift voor zichzelf in Saturnische versvorm:

Immortales mortales si foret fas flere,

flerent diuae Camenae Naeuium poetam.

itaque, postquam est Orchi traditus thesauro,

obliti sunt Romani loquier lingua Latina.

Als onsterfelijken mogen rouwen om sterfelijken,

dan zouden de goddelijke Muzen rouwen om de dichter Naevius.

En zo, nadat hij aan Pluto's schathuis was overhandigd,

zijn de Romeinen vergeten de Latijnse taal te spreken.

## Edities
- Fragments (dramas) in Lucian Müller, Livi Andronici et Gn. Naevi Fabularum Reliquiae (1885), and (Bellum Punicum) in his edition of Ennius (1884).
- E.H. Warmington, Remains of old latin, vol. II, Livius Andronicus, Naevius, Pacuvius, Accius, 1936.
- Naeuius Poeta. Introduzione bibliografica. Testo dei frammenti e commento, éd. E. V. Marmorale, Florence, 2e éd. 1950.
- Alfred Klotz, Scaenicorum Romanorum fragmenta, vol. I, Tragicorum fragmenta, München, 1953.

## Monografieën
- E Klussmann (1843)
- MJ Berchem (1861)
- D de Moor (1877)
- Mommsen, History of Rome, bk. iii, ch. 24
- V. Crivellari, Quae praecipue hausit Vergilius ex Naevio et Ennio (1889). (On Virgil's indebtedness to Naevius and Ennius.)
- Thelma B. De Graff, Naevian Studies, New York, 1931
- Barchiesi (M.), Nevio epico, Padoue, 1962
- ID., La Tarentilla revisitata : studi su Nevio comico, Pise, 1978